# Condado de Mitchell (Kansas)
El condado de Mitchell (en inglés: Mitchell County), fundado en 1867, es uno de 105 condados del estado estadounidense de Kansas. En el año 2005, el condado tenía una población de 6,420 habitantes y una densidad poblacional de 3.5 personas por km². La sede del condado es Beloit. El condado recibe su nombre en honor a William D. Mitchell.

## Geografía
Según la Oficina del Censo, el condado tiene un área total de 1861 km² (718,5 mi²), de la cual 1813 km² (700 mi²) es tierra y 49 km² (18,918918918919 mi²) (2.62%) es agua.

### Condados adyacentes
- Condado de Jewell (norte)
- Condado de Cloud (este)
- Condado de Ottawa (sureste)
- Condado de Lincoln (sur)
- Condado de Osborne (oeste)

## Demografía
Según la Oficina del Censo en 2000, los ingresos medios por hogar en el condado eran de $33,385, y los ingresos medios por familia eran $41,899. Los hombres tenían unos ingresos medios de $26,478 frente a los $20,220 para las mujeres. La renta per cápita para el condado era de $17,653. Alrededor del 9.50% de la población estaban por debajo del umbral de pobreza.

## Localidades
Población estimada en 2004;
- Beloit, 3,781
- Cawker City, 488
- Glen Elder, 411
- Tipton, 235
- Simpson, 106, de la cual una parte se encuentra en el condado de Cloud.
- Hunter, 74
- Scottsville, 20

### Áreas no incorporadas
- Asherville
- Solomon Rapids

### Municipios
El condado de Mitchell está dividido entre 20 municipios. El condado tiene a Beloit como ciudad independiente a nivel de gobierno, y todos los datos de población para el censo e las ciudades son incluidas en el municipio.

## Educación

### Distritos escolares
- Waconda USD 272
- Beloit USD 273